# David Bailly
David Bailly (Leiden, 1584 - Leiden, 1657) fou un pintor neerlandès, de l'Edat d'Or de la pintura holandesa.

## Biografia
Nascut a Leiden, va ser fill de Peter Bailly, un immigrant flamenc, cal·lígraf i mestre d'esgrima. Va estudiar dibuix probablement amb el seu pare i amb el gravador en coure Jacques de Gehyn. Posteriorment va treballar amb Cornelis van der Voort, pintor d'Amsterdam. Segons Arnold Houbraken, a l'estiu de 1608 va iniciar el seu «Grand Tour», viatjant a Frankfurt del Main, Núremberg, Augsburg i Hamburg per arribar via Tirol a Venècia i finalment Roma.
El 1613 estava de tornada als Països Baixos, on es va dedicar a la pintura de gènere, natures mortes i retrats, sovint combinats amb els símbols propis de la pintura de Vanitas, com en el seu cèlebre Autoretrat del Museu de Leiden. També són coneguts els seus retrats dels professors i alumnes de la Universitat de Leiden. Amb Gabriel Metsu i Jan Steen va ser membre fundador de la «guilda» o gremi de Sant Lluc de Leiden del qual el 1648 va ser nomenat capità.
Bailly va ser mestre dels seus nebots Pieter i Harmen Steenwijck, conegut també com a pintor de «Vanitas».